# Carol Duarte
Caroline da Cunha Duarte (São Paulo, 10 de julio de1991), conocida como Carol Duarte, es una actriz brasileña. Ha recibido varios premios, entre ellos un Premio APCA, un Premio Extra y un Premio Platino, además de estar nominada a un Grande Otelo y un Premio Guaraní.
Duarte hizo su debut televisivo en A Força do Querer en 2017, donde interpretó a Ivana García, quien descubre que es transexual a lo largo de la trama. Su actuación fue aclamada por la crítica y el público, logrando que la actriz se popularizara a nivel nacional. Por su actuación, recibió una nominación al Premio APCA a la Mejor Actriz de Televisión y ganó varios premios a la Actriz Revelación.
Obtuvo reconocimiento nuevamente en el 2019 por su premiada actuación en la película A Vida Invisível de Eurídice Gusmão, donde interpretó a la protagonista compartiendo personaje con Fernanda Montenegro. Duarte recibió elogios de la crítica especializada y fue galardonada con el Premio APCA a la Mejor Actriz de Película y el Premio Platino a la Mejor Actriz. También recibió una nominación de la Academia Brasileña de Cine al Gran Premio del Cine Brasileño a la Mejor actriz y una nominación de la crítica al Premio Guaraní a la mejor revelación.

## Biografía
Hija de Maria Ivete da Cunha Duarte y Romeu Duarte, Caroline da Cunha Duarte nació en 1991 en la ciudad de São Paulo, pero vivió la mayor parte de su vida escolar en la ciudad de São Bernardo do Campo. A los quince años, inició sus estudios de teatro en talleres ofrecidos por los ayuntamientos del ABC Paulista. Después de un breve período en la SP Escola de Teatro, en 2012 fue aceptada en la Escuela de Arte Dramático de la Universidad de São Paulo.
En 2014 inició una relación con la editora Aline Klein.
Actuó en obras como Angustia, dirigida por Luciene Guedes, A Visita da Velha Senhora, dirigida por Celso Frateschi (2015) y O Alvo, de Pedro Garrafa (2015).
En 2016, subió al escenario en São Paulo, como una de las protagonistas del espectáculo As Siamesas — Quizás yo Desmaie no Front, dirigido por Fernanda Camargo, Carolina Bianchi y Felipe Rocha.
A principios de 2017, fue seleccionada para la telenovela A Força do Querer de TV Globo, tiempo durante el que vivió en la ciudad de Río de Janeiro. En la telenovela, escrita por Glória Pérez, interpretó a Ivan Garcia, un chico de familia acomodada que descubre que es transexual. El personaje, un éxito de público, hizo que Duarte se destacara como voz activista por los derechos LGBTQI+, ya que en la misma época salió a la luz su relación con una mujer.
Luego fue contratada para la telenovela de Manuela Dias, prevista para 2019, sin embargo terminó siendo reasignada por el director Rogério Gomes para actuar en la telenovela O Sétimo Guardião, escrita por Agnaldo Silva, donde interpretó a la prostituta tartamuda Stefânia.
A lo largo de los años, Duarte ha sido una presencia constante en las actividades sociales y políticas y en sus plataformas virtuales es habitual verla declararse feminista y de izquierda.
En 2019 regresó a Río de Janeiro para protagonizar la nueva película de Karim Ainouz, A Vida Invisivel. En su ópera prima pudo trabajar con actores como Fernanda Montenegro y Gregorio Duvivier. En mayo de ese mismo año, la película fue seleccionada para el Festival Internacional de Cine de Cannes de 2019 y ganó el premio Un Certain Regard. Con este trabajo compitió por 6 premios como mejor actriz y ganó 3, entre ellos el Premio Platino del Cine Iberoamericano como Mejor Actriz de Cine.
En 2022, fue seleccionada para la nueva película de Alice Rohwacher, La Quimera, que cuenta en el reparto con actores como Josh O'Connor e Isabella Rossellini.

## Vida personal
En 2017, la prensa informó que Duarte es lesbiana.
En octubre de 2018, Duarte confirmó en el programa de radio Morning Show, en la emisora Joven Pan, que había sufrido críticas y lesbofobia, sobre todo en internet.
En 2014 inició una relación sentimental con Aline Klein, con quien vive.

## Filmografía

### Televisión
| Año  | Título            | Personaje                  | Nota                     |
| ---- | ----------------- | -------------------------- | ------------------------ |
| 2017 | A Força do Querer | Ivana García / Iván García |                          |
| 2018 | O Sétimo Guardião | Stefânia                   |                          |
| 2019 | Segunda llamada   | Solange Resende            | Episodio: "8 de octubre" |

### Cine
| Año  | Título           | Personaje               | Notas        |
| ---- | ---------------- | ----------------------- | ------------ |
| 2015 | 32 dientes       | Natália                 | Cortometraje |
| 2019 | A Vida Invisível | Eurídice Gusmao (nuevo) |              |
| 2021 | Suelo de fábrica |                         | Cortometraje |
| 2023 | La quimera       | Italia                  |              |

### Internet
| Año  | Título                               | Personaje  | Notas         |
| ---- | ------------------------------------ | ---------- | ------------- |
| 2012 | Lilian y el arte de ser desagradable | Amanda     |               |
| 2021 | L y Q                                | Ella misma | Serie digital |

## Teatro
| Año     | Título                                         | Personaje |
| ------- | ---------------------------------------------- | --------- |
| 2008    | Sorpresa                                       | Calará    |
| 2008    | El precioso ridículo                           | María     |
| 2009    | ¡Golpe! Moriste                                | Diana     |
| 2009    | De Romeo y Julieta Todo el mundo tiene un poco | julieta   |
| 2009    | 1/4                                            | suzy      |
| 2010    | Generación 80                                  | wanda     |
| 2011    | Viva el pueblo brasileño                       | Ernestina |
| 2011    | la gaviota                                     | nayara    |
| 2011    | ópera en el pueblo                             | vanessa   |
| 2012    | Otelo                                          | emily     |
| 2013    | La mitad de Tom da, la mitad de Tom aquí       |           |
| 2013-14 | La habitación de las rosas                     | isis      |
| 2013    | A mi tambien me duele                          |           |
| 2013    | Catálisis                                      |           |
| 2013    | cenizas a las cenizas                          |           |
| 2014    | Ensayo sobre la (re)angustia                   | margot    |
| 2015    | La visita de la anciana                        | helena    |
| 2015    | El objetivo                                    | Rebeca    |
| 2015    | ¿Qué quiere Dorothy?                           | dorothy   |
| 2016    | El siamés: tal vez me desmaye en el frente     | carmen    |

## Premios y nominaciones
| Año  | Otorgar                                    | Categoría                         | equipo                            | Resultado |
| ---- | ------------------------------------------ | --------------------------------- | --------------------------------- | --------- |
| 2017 | mejor del año                              | Actriz revelación                 | La fuerza del querer \| Venezuela |           |
| 2017 | Premio APCA de Televisión                  |                                   | La fuerza del querer \| Venezuela |           |
| 2017 | ¡Premio contigo! En línea                  | Venezuela                         | La fuerza del querer \| Venezuela |           |
| 2017 | UOL TV y trofeo famoso                     |                                   | La fuerza del querer \| Venezuela |           |
| 2017 | Venezuela                                  |                                   | La fuerza del querer \| Venezuela |           |
| 2017 | Premio F5                                  | Venezuela                         | La fuerza del querer \| Venezuela |           |
| 2017 | Lo mejor del año NaTelinha                 | Venezuela                         | La fuerza del querer \| Venezuela |           |
| 2017 | Lo mejor del año Minha Novela              | Venezuela                         | La fuerza del querer \| Venezuela |           |
| 2018 | Trofeo de Internet                         |                                   | La fuerza del querer \| Venezuela |           |
| 2018 | Premio Extra de Televisión                 | Venezuela                         | La fuerza del querer \| Venezuela |           |
| 2018 | Premio Generación Glamour                  | Venezuela                         | La fuerza del querer \| Venezuela |           |
| 2018 | Premios Capricho                           |                                   | La fuerza del querer \| Venezuela |           |
| 2019 | Trofeo APCA                                | Mejor actriz de cine              | la vida invisible \|              |           |
| 2020 | Premio Platino al Cine Iberoamericano      | Mejor actriz de cine \| Venezuela | la vida invisible \|              |           |
| 2020 | Semana Internacional de Cine de Valladolid |                                   | la vida invisible \|              |           |
| 2020 | Premio Guaraní de Cine Brasileño           |                                   | la vida invisible \|              |           |
| 2020 | Gran Premio de Cine de Brasil              | Mejor actriz \|                   | la vida invisible \|              |           |
| 2020 | Festival Sesc Mejores Películas            |                                   | la vida invisible \|              |           |